# Nicolas Trifon
Nicolas Trifon, né le 29 mai 1949 à Bucarest et mort le 18 août 2023 à Paris, est un écrivain, éditeur et sociolinguiste roumain, spécialiste des Aroumains.

## Biographie
Nicolas Trifon s'installe en France en 1977 ; il est titulaire d'une thèse de doctorat en linguistique (Paris, EHESS, 1983) intitulée Des blagues : masses parlantes et rhétorique marxiste-léniniste de pouvoir, qui a donné lieu à plusieurs publications en revues (Change International, Babylone, International Journal of Rumanian Studies). Il a animé quelques années des émissions sur Radio libertaire.
Il participe en 1979 à la fondation de la version francophone de la revue Iztok, revue libertaire sur les pays de l'Est, dont il est directeur de publication entre 1983 et 1991. Il est l'auteur notamment de Marx à l'Est, La Moldavie ex-soviétique : histoire et enjeux actuels, Les Aroumains, un peuple qui s'en va ; Un état en quête de nation : la République de Moldavie et Unde e Aromânia ? interventii, dezbateri, cronici en roumain.
Dans ses ouvrages, la question nationale en Europe de l'Est et du Sud-Est fait l'objet d'un traitement qui se veut à la fois critique et compréhensif. L'accent est mis sur l'intérêt que peut présenter la prise en compte des réalités prénationales dans une perspective postnationale. Son approche est historique, anthropologique et/ou sociolinguistique selon les sujets abordés.
À partir de 2005, Nicolas Trifon collabore également avec le portail francophone d'information Le Courrier des Balkans.
Il meurt le 18 août 2023 à Paris,.

## Œuvres

### Sur lanovlangue
- « Mutisme et bavardage à l’Est : peuple muet ou masses parlantes ? » in Babylone n° 2-3, Paris, 10/18, 1984, pp. 143-169.
- « La novlangue à l’Est », in La quinzaine littéraire, n° 411, Paris, février 1984, pp. 9-10
- « L’institutionnalisation lexicale du politique en Roumanie autour de 1950 » in International journal of Rumanian studies, vol. 5 (1987), n° 2, pp. 71-86.
- « Le support lexicographique de la déstalinisation en Roumanie » in Mots, les langages du politique, n° 21 (décembre 1989) et 22 (1990), pp. 102-108 et 101-115.

### Sur le totalitarisme réellement existant
- « Dissidence et opposition ouvrière au capitalisme d’État », in La rue, n° 32, Paris, 1983, pp. 36-52.
- « De la résistance à la dissidence : entretien entre Paul Goma et Nicolas Trifon », in Iztok, n° 5 bis (septembre 1982).
- « Introduction au problème tzigane à l'Est : entretien avec Alexandru Danciu-Nicolae Gheorghe », Iztok, n° 5 si 6, Paris, 1982 și 1983.
- « Le mode de domination soviétique en Europe de l’Est : limites économiques et enjeu social », in Agora, Toulouse, juin 1983, pp. 11-14.
- « Le totalitarisme réellement existant”, in IRL journal d’expressions libertaires, n° 56, Lyon, juillet 1984, pp. 27-31.
- « Le syndicalisme : révolutionnaire à l’Est? » in Anarcho-syndicalisme et lutes ouvrières, Lyon, ACL, 1985, pp. 87-99.

### Sur la Roumanie postcommuniste
- Dérive et Thermidor communistes en Roumanie : l’exemple syndical : 22 décembre 1989-20 mai 1990 / rapport réalisé pour la Confédération générale du travail – Force ouvrière sous convention avec l’Institut de recherches économiques et sociales (IRES), Paris juin, 1990, 99 p.
- L’après-Ceausescu, ouvriers roumains 90 / dossier réalisé sous la dir. de Nicolas Trifon ; Iztok, n° 20, pp. 3-84, Paris, juin 1991.
- « Paul Goma et Norman Manea : le témoignage littéraire dans l’engrenage de la concurrence mémorielle », Le Courrier des Balkans,‎ 10 juillet 2008 -lire en ligne = http://balkans.courriers.info/article10760.html.
- « Les Roumains rattrapés par les Coumans : Neagu Djuvara secoue l’historiographie roumaine », le Courrier des Balkans,‎ 29 août 2007 (lire en ligne).
- « Roumanie, retour sur L’illusion de l’anticommunisme », Au sud de l'Est, no 6,‎ 2009 (lire en ligne).
- « Cioran rattrapé par les siens », Le Courrier des Balkans,‎ 17 avril 2009.
- « Du capitalisme d'État au capitalisme tout court », Au sud de l'Est-numéro= 7,‎ 2010.

### Sur les Aroumains
- « Ni Bucarest, ni Athènes… », in Zboru a nostru=Unser Wort, n° 41, 1994, p. 45-50.
- « T.J. Winnifrth à la rencontre des Aroumains », in Lupta=Le combat, n° 268, Saint-Cloud, juin 1996.
- « Les Aroumains, plus grecs que les Grecs », Géographie et culture, no 16,‎ 1995, p. 105-121 (lire en ligne).
- « L’odyssée balkanique des Aroumains », Esprit, n° 288, 2002, p. 168-172.
- « Des Aroumains aux Tsintsars », postface à Borislav Pekić, La Toison d’or. Premier registre, Marseille, Agone, Marseille, 2002.
- « Réponse à l’article sur les Hellènes Valaques et « Fara armãneascã » [réponse à l'article de Ioannou Averof : « Qui sont les Aroumains et que recherchent-ils par leur propagande : les Hellènes Valaques et Fara armãneascã » paru dans le quotidien grec To Vima le 9 juillet 2006] », Tra Armamani,‎ 21 septembre 2006 (lire en ligne).
- Nous, les poètes des petits peuples : poèmes en macédonarman (aroumain), Charleroi, Micromania, 2007, 335 p.  (ISBN 978-2-930364-28-5) : traduction avec Mariana Bara de Noi, poetslji a populiloru njits : poemi tu limba makedonarmâna (armâna).
- « Les Aroumains en Roumanie depuis 1990 : comment se passer d'une (belle-)mère patrie devenue encombrante », Revue d’études comparatives Est-Ouest, vol. 38, no 4,‎ 2008, p. 173-200 (lire en ligne ).
- Les Aroumains : un peuple qui s'en va, Pantin, Acratie, 2005, 469 p. (ISBN 2-909899-26-8) (reéédition augmentée d'une postface, Paris, Non lieu, 2013, 565 p.  (ISBN 978-2-35270-144-6)). L'ouvrage a été traduit en serbe par Lila Cona sous le titre Cincari, narod koji nestaje, Belgarde, 2010, et en roumain par Adrian Ciubotaru sous le titre Aromânii : pretutindeni, nicaieri = Armanjlji : iutsido, iuva, Chisinau, 2012.
- (ro) Unde e Aromânia ? : intervenţii, dezbateri, cronici 1994-2014, Bucarest, Cartier, coll. « Cartier istoric », 2014 -pages totales = 191 (ISBN 978-9975-79-925-6).

### Sur la République de Moldavie
- avec Matei Cazacu : La Moldavie ex-soviétique : histoire et enjeux actuels. Suivi de Notes sur les Aroumains en Grèce, Macédoine et Albanie, Pantin, Acratie, coll. « Les cahiers d'Iztok », 1993, 271 p. (ISBN 2-909899-01-2), chap. 2-3.
- « À propos des fascistes, revanchards et autres irrédentistes », Le Courrier des Balkans,‎ 30 avril 2009 (lire en ligne).
- avec Matei Cazacu : Un État en quête de nation : la République de Moldavie, Paris, Non Lieu, 2010, 447 p. (ISBN 978-2-35270-052-4).
- « Moldavie : désamour et amour avec la Russie »(Archive.org • Wikiwix • Archive.is • Google • Que faire ?), Grande Europe, 2011.
- « L’emprise de Moscou sur la République de Moldavie : état des lieux », Géoéconomie, no 70,‎ mai 2014.
- « Retour sur un casse-tête sociolinguistique », dans Catherine Durandin, Irina Gridan (dir.), Moldavie, repères et perspectives, Paris, L'Harmattan, 2017 (ISBN 978-2-343-13114-6).

### Sur le Sud-Est européen
- « Polis versus ethnos : nouveaux regards sur la Macédoine antique », Le Courrier des Balkans,‎ 31 mai 2007 (lire en ligne).
- « Bonjour Kosova », Courant alternatif, no 183,‎ octobre 2008, p. 19-21.
- « Patrimoine des Balkans : Voskopojë en Albanie, un héritage embarrassant ? », Le Courrier des Balkans,‎ 19 janvier 2006.